# Elternmord von Morschen
Der Elternmord von Morschen war ein Auftrags-Doppelmord an dem Fabrikantenehepaar Heinzerling in der nordhessischen Gemeinde Morschen am 15. Juni 1997, hinter dem die Adoptiv-Töchter der Opfer steckten. Der Mord wurde unter anderem im Rahmen der ARD-Reihe Die großen Kriminalfälle von Ulrike Bremer filmisch aufgearbeitet.

## Geografische Lage des Tatorts
Die nordhessische Gemeinde Morschen liegt etwa 35 Kilometer südöstlich von Kassel. Der Tatort, die damals von dem Ehepaar bewohnte Villa, befindet sich an einem Berghang, etwas abseits von anderen Wohnhäusern. Das Haus war mit Überwachungskameras, Signalgebern und einer Alarmanlage gesichert.

## Die Tat
Der damals 24-jährige Haupttäter Sascha klingelte mit seiner damals 19-jährigen Freundin Diana an der Tür des Ehepaares. Sie gaben vor, eine Panne zu haben und baten darum, telefonieren zu dürfen. Nach dem fingierten Telefonat durchschnitt Sascha dem Ehemann völlig unvermittelt die Kehle, dieser verstarb sofort. Die Ehefrau versuchte noch zu fliehen, wurde aber von Sascha kurz vor der Haustür eingeholt und auf gleiche Art und Weise getötet. Um einen Raubmord vorzutäuschen, durchwühlten die beiden Täter im Anschluss das Haus der beiden Opfer. Bekannte fanden schließlich die beiden Leichen auf Nachforschung hin, da das Ehepaar im Ort nicht mehr gesehen wurde und keine Anrufe mehr entgegennahm. Die anschließenden Ermittlungen übernahm das LKA Hessen in Zusammenarbeit mit der Kriminalpolizei in Homberg (Efze).

## Die Ermittlungen
Kurz nachdem Beamte der Homberger Kriminalpolizei die Ermittlungen übernommen hatten, berichtete ein Polizeivertreter von einem „grausamen Bild“. Es habe „wie eine Hinrichtung“ ausgesehen.
Die Adoptivtöchter des Ehepaares, Julia und Ines, erzählten den Beamten bei ihren ersten Vernehmungen, dass dafür nur die Russenmafia verantwortlich sein könne. Die Beamten allerdings ermittelten frühzeitig auch in Richtung der beiden jungen Frauen. Ines und ihr Verlobter Kai waren an diesem Wochenende jedoch zu einem Kurztrip in den Süden aufgebrochen, Julia war bei einer Freundin. Trotzdem gerieten die Adoptivtöchter im Laufe der Ermittlungen immer wieder ins Visier der Ermittler. Der Verdacht wurde unter anderem daran festgemacht, dass die Ehefrau nur leicht bekleidet war und so niemand Fremdem die Tür geöffnet hätte. Allerdings gaben Ines und Julia Alibis an, die zunächst von einer Freundin Julias und einem Hotelbesitzer im Allgäu, in dessen Hotel Ines und Kai übernachtet hatten, bestätigt wurden.
Die Ermittlungen ergaben, dass Julia in der Schule angekündigt hatte, dass ihren Eltern „etwas passieren würde“. Der Verlobte von Ines hatte in seinem beruflichen Umfeld (er war Koch bei der Bundeswehr) ebenfalls erklärt, dass die Schwiegereltern umgebracht werden sollten. Julia und Ines hatten, wie später herauskam, vor der Tat bereits erfolglos versucht, die Eltern mit Rattengift in einem Nudelgericht und dem Pflanzenschutzmittel Parathion in einem Kuchen zu töten.
Nachdem sich die Ermittler immer mehr auf die beiden Töchter als Verdächtige konzentrierten, legte Julia unter dem wachsenden Druck ein Geständnis ab. Sie gab an, dass sie auf Geheiß ihrer Schwester den Schlüssel zum Haus der Eltern in der Zeitungsbox deponieren sollte, bevor sie zu einer Freundin ging. Dies tat sie auch. Ines schwieg bei der Polizei. Ihr Verlobter Kai hingegen sagte aus, dass sie in Kassel ein Paar, Diana und Sascha, kennengelernt hatten, das bereit war, den Mord auszuführen. Anschließend wollten sich die Beteiligten das Erbe teilen. Daraufhin wurde gegen alle fünf Beteiligten Haftbefehl erlassen.

## Der Prozess
Das Strafverfahren fiel in die Zuständigkeit des Landgerichts Kassel. Sascha und Kai wurden zu lebenslangen Freiheitsstrafen wegen Mordes aus Habgier verurteilt. Bei Sascha stellte das Gericht außerdem die besondere Schwere der Schuld fest, was eine frühzeitige Haftentlassung auf Bewährung ausschließt.
Ines erhielt die Höchststrafe von zehn Jahren Jugendhaft, Julia sieben Jahre und zehn Monate. Sie schwieg als einzige vor Gericht zu den Vorwürfen. Diana wurde zu sieben Jahren Jugendhaft verurteilt, wobei das Gericht ihr Geständnis berücksichtigte.
Eine Zivilkammer des Landgerichts Kassel erklärte die Adoptivtöchter 1998 für erbunwürdig. Das Erbe floss an Verwandte der Toten, die die Firma des Ehepaares verkauften, 2004 wurde das Unternehmen nach Insolvenz aufgelöst.